# Десантные катера типа LCM-6
Десантные катера типа LCM-6 — многочисленная серия десантных катеров ВМС США времён Второй мировой войны. Строились на замену десантных катеров LCVP. По целому ряду качеств катера LCM-6 превосходят катера типа LCVP, в том числе по максимальной грузоподъёмности, скорости и водоизмещению. Всего было построено 2513 десантных катеров типа LCM-6.
Десантные катера используются амфибийными силами США для транспортировки оборудования и войск морской пехоты с десантных кораблей на берег, а также для выполнения гуманитарных операций.

## Конструкция
LCM-6 был получен из LCM-3 путём удлинения корпуса на четыре шпангоута. Вставка в среднюю часть корпуса.
Этим самым увеличилась грузоподъёмность и мореходность катера.
Более поздние LCM-6 имели корпус немного другой конструкции — надводный борт был увеличен по высоте до уровня капа машинного отделения. Палуба за десантным отсеком стала ровной по всей ширине катера. глубина трюма осталась такой же, просто фальшборт более чем наполовину «ушёл в корпус». Вид катера поменялся кардинально, но по всем источникам обе модификации катера не различаются и называются одинаково.

Увеличенная высота борта увеличила ещё мореходность и непотопляемость за счет увеличения объёма отсеков. Подводная часть не изменилась по сравнению с LCM-6.
Катера LCM-6 имеют носовую аппарель для погрузки/разгрузки грузов десанта и способны перевезти за 1 рейс с десантного корабля на берег до 34,5 тонн груза, или 1 средний танк M4 или M41, или до 60 человек десанта.
Площадь десантной палубы — 620 футов².

## Война во Вьетнаме
Весной 1975 года во время Хюэ-Данангской операции 10 десантных катеров типа LCM-6 и ещё три тральщика типа MSM (сделанных на базе LCM-6) были захвачены северовьетнамской армией.